# Danielle Mazzonis
Danielle Gattegno Mazzonis (1º agosto 1940) è una politica italiana di origine francese.

## Biografia
Nata in Francia e cresciuta in Argentina, arriva in Italia nel 1962. Si laurea in chimica pura all'Università di Roma e si specializza al Queen Mary, University of London, ed è poi ricercatore prima alla Sapienza di Roma e poi al CNR. Approda all'ENEA nel 1982 dove si occupa di trasferimento e di adattamento di tecnologie avanzate applicate alla produzione, all'ambiente, al restauro e conservazione ed alla formazione.
Dal 1993 al 2001 è stata Presidente dell'Agenzia di sviluppo dell'Emilia-Romagna. È autrice di numerosi libri e articoli scientifici e di divulgazione sulle implicazioni sociali della scienza e sulla promozione delle economie, tradizioni e conoscenze locali.
Ex esponente del Manifesto, aderisce in seguito a Rifondazione Comunista (è presidente ed amministratore delegato dell'associazione politico culturale LiberAssociazione degli aderenti individuali alla Sinistra Europea) ed ha fatto parte del secondo governo Prodi in qualità di sottosegretario al Ministero per i Beni e le Attività Culturali.